# 포삼랑
포삼랑(鮑三娘)은 삼국지 관련 창작물에 등장하는 가공의 인물로, 관색의 부인이다. 본명은 밝혀진 바가 없고, 포삼랑은 포가의 세번째 딸이라는 뜻의 이름이다. 무예와 미모가 뛰어났다고 한다.

## 같이 보기
- 삼국지 인물 목록
- 삼국지 가공인물